# Костов, Георгий
Гео́ргий Ко́стов Гео́ргиев, известный как Георгий Костов (21 января 1941, София — 19 января 2024, София) — болгарский композитор, музыкальный педагог и государственный деятель. Автор классической музыки, музыкально-сценических произведений, популярной эстрадной музыки и музыки для детей. Профессор, ректор Национальной музыкальной академии (1989—2008). Министр культуры Болгарии (1995—1996), депутат 37-го Народного собрания Болгарии.

## Биография
Родился 21 января 1941 года в Софии. В семье любили музыку. Отец Косто Георгиев начинал петь на вторых ролях в Опера-Комик в Париже, но был вынужден вернуться в Болгарию, чтобы содержать семью, и был известным журналистом в газете «Литературен глас». Мать Василка Николова в домашней обстановке пела романсы и аккомпанировала себе на гитаре. Двоим детям в семье хотели дать музыкальное образование. Георгий пытался учился игре на скрипке, с 9 лет перешёл на фортепиано, а с 14 лет начал изучать композицию. Способности Костова к сочинению музыки подметил композитор Пенчо Стоянов в 1956 году и рекомендовал его профессору Панчо Владигерову. В классе композиции П. Владигерова Костов в 1966 году окончил Болгарскую консерваторию.
Специализировался в Москве (1972—1973). С 1966 преподавал гармонию в консерватории. Профессор гармонии и композиции с 1985 года. С 9 ноября 1989 года назначен ректором Национальной музыкальной академии и занимал эту должность до 10 апреля 2008 года. Главный секретарь Союза болгарских композиторов (1975—1985).
Министр культуры Болгарии в правительстве Жана Виденова с 25 января 1995 по 10 июня 1996. Депутат 37-го Народного собрания Болгарии с 12 января 1995 до 13 февраля 1997 года.
Кавалер ордена «Стара планина» I степени и отличий Министерства культуры «Золотой век» с цепью (2016) и Гран-при «Золотой век» (2020).
Был женат трижды. Первая жена альтистка Мара Нейнски, дочь Костова от первого брака — певица Весела Нейнски. Третья жена Жасмин Костова, профессор по классическому вокалу, их дочь Лилия Костова — пианистка и доцент НМА.
Умер после продолжительной болезни 19 января 2024 года в Софии.

## Произведения
Первое крупное музыкальное произведение — Концерт для кларнета с оркестром — Костов написал в 1958 году, в 17-летнем возрасте, а в 1959 году произведение было отмечено премией за композицию. Произведения Костова получали премии и отличия на международных конкурсах в Хельсинки (1969), Софии (1974), Берлине (1976), Тренто (1991). В 1972 году симфонический опус «Три диатонических танца» вошли в десятку рекомендуемых «Международной трибуной композитора» в Париже под эгидой ЮНЕСКО.
Помимо классической музыки, Костов создал более 1000 произведений в популярных жанрах и музыки для детей. На конкурсе «Мелодия года» в 1968 году победила песня «Без радио не мога» в исполнении Лили Ивановой, на фестивале «Красная гвоздика» в Сочи (1960) песня «Виетнамчето Лин» (исп. Емилия Маркова) заняла 2 место. Песни Костова дважды занимали 1 место на конкурсе «Золотой орфей» — «Остани» (1976, исп. Лили Иванова) и «Градините на любовта» (1980, исп. Эмил Димитров). Песни «Пролетни гласове» (1980, исп. группа «Сигнал») и «Пътуване» (1981, исп. Мими Иванова) получили 2 место на радиоконкурсах «Весна» (болг. «Пролет»), а песня «Да те жадувам» на стихи Любомира Левчева (1981, исп. группа «Сигнал») была объявлена песней столетия. Песенный цикл для детского хора «Песни о животных» на слова Елина Пелина в исполнении Национального детского хора радио под управлением Х. Недялкова стал лауреатом конкурса на ОРТ.

### Музыкально-сценические произведения
Оперы
- «Манастирски неволи»  диптих по Елин Пелин, либр. П. Герджиков;
- «Жената със златния косъм» (1989, Благоевград)
- «Нещастие» (1989, Благоевград)

Балет
- «Вълшебствата на Тотобан» (1983, Пловдив).

Мюзиклы
- «Четиримата близнаци» (1997, София);
- «Казанова» (2002, София).

### Кантаты
- «Гордеем се с тебе, Партийо» (1975)
- «Жив е той» (1976)

### Оркестровые произведения
для симфонического оркестра
- «Младежка увертюра»
- «Три диафонични танца»
- «Ритмични движения»
- «Антифонни диалози» 
- Дивертимент для джазового и симфонического оркестра (1974)

концерты
- Концерт для кларнета с оркестром (1958)
- Концерт для валторны, струнного оркестра и литавр
- Концертино для альта с оркестром (1965)

для духового оркестра
- Ръченица (1976)
- Гротеск для тромбона с оркестром (1981)
- «Здравей, асамблея на мира» - детская сюита-рапсодия (1986)

для струнного оркестра
- Поэма для трубы, струнного оркестра и литавр (1966)
- Кончерто гроссо (1986)
- Концерт для трубы, струнного оркестра и ударных (1970)

### Камерная музыка
- Вокализ для сопрано, скрипки, альта и вибрафона
- «Грациозни движения» для ударных
- Рондо и Концертная пьеса для тромбона и фортепиано (1974)

### Фортепианные произведения
- «Натрапчиво движение»